# Dystebenna stephensi
Dystebenna stephensi ist ein Schmetterling (Nachtfalter) aus der Familie der Grasminiermotten (Elachistidae).

## Merkmale
Die Falter erreichen eine Flügelspannweite von 8 bis 9 Millimeter. Der Kopf glänzt weiß, das Nackenbüschel ist mit braunen Schuppen durchsetzt. Die Fühler sind weiß und hellbraun geringelt, die letzten 5 Segmente sind weiß. Thorax und Tegulae sind weiß und vorn stark braun gesprenkelt. Die Vorderflügel sind grau und weiß und haben an der Basis der Costalader einen braunen Fleck, an den sich eine breite und in die Flügelmitte verlaufende Binde anschließt. Braune Costalstriche befinden sich in halber Entfernung von der Flügelbasis und am Apex. Zwei dunkelbraune Flecke mit abstehenden Schuppen sind bei einem Drittel und bei zwei Drittel der Länge des Flügelinnenrandes zu finden. Ein schmaler orangebrauner Strich reicht von der Mitte der Vorderflügelbasis zum inneren dorsalen Fleck. Ein orangebrauner Fleck befindet sich unterhalb des Costalstrichs, dieser ist mit einem orangebraunen Strich am Apex verbunden. Die Fransenschuppen sind hellgrau und haben zwei braune Querlinien. Die Hinterflügel glänzen grau.
Bei den Männchen fehlt der Uncus. Die Gnathos-Arme sind kurz und an der Spitze mit großen Knubbeln versehen. Das Tegumen ist eckig. Die Valven sind zweilappig und mit einem seitlichen hakenartigen Vorsprung versehen. Das Vinculum ist „V“-förmig und hat einen langen spitz zulaufenden Saccus. Der Aedeagus ist lang, gerade und röhrenförmig. Der Apex ist hakenförmig, die Vesica ist mit Stacheln versehen.
Bei den Weibchen sind die Apophyses posteriores nahezu doppelt so lang wie die Apophyses anteriores. Das achte Tergit verengt sich distal. Die Lamella postvaginalis besitzt zwei sklerotisierte Platten. Das Antrum ist becherförmig. Der Ductus bursae ist kurz und weitet sich zum Corpus bursae. Das Corpus bursae ist eiförmig, das Signum hat die Form eines langen granulierten Bandes.

## Verbreitung
Dystebenna stephensi ist in Mitteleuropa, England, im Süden Schwedens, auf der Krim und im Westen Transkaukasiens beheimatet.

## Biologie
Die Raupen entwickeln sich an Eichen- (Quercus) und Kastanienarten (Castanea), wo sie unter der Rinde großer und alter Bäume leben. Sie verpuppen sich ebenfalls in der Rinde. Die Art bildet eine Generation pro Jahr, die Falter fliegen von Ende Juni bis Anfang September und werden häufig in Rindenspalten am Stamm der Wirtspflanzen gefunden, wo sie sich in Spinnennetzen verfangen.

## Systematik
Die Typusart ist Elachista stephensi Stainton, 1849. Aus der Literatur sind folgende Synonyme bekannt: Die Gattung ist monotypisch.
- Elachista stephensi Stainton, 1849
- Tebenna tesselatella Herrich-Schäffer, [1854]
- Laverna stephensiella Doubleday, 1859